# Wyspy Królowej Charlotty
Wyspy Królowej Charlotty (hai. Haida Gwaii, X̱aaydag̱a Gwaay.yaay/X̱aayda gwaay, do 3 czerwca 2010 ang. Queen Charlotte Islands) – archipelag położony u wybrzeży kanadyjskiej prowincji Kolumbia Brytyjska. Obejmuje około 150 wysp, z czego dwie największe to Wyspa Grahama na północy i Moresby na południu. Od stałego lądu oddzielone są 120-kilometrową cieśniną Hecate. Od wyspy Vancouver oddziela je Cieśnina Królowej Charlotty. Ich łączna powierzchnia wynosi około 10 180 km². Zamieszkiwane są przez 4526 osób, głównie Indian Haida.
Większą część powierzchni tych wysp zajmują lasy, porastające górzyste wnętrza wysp, których najwyższe wzniesienia dochodzą do 1250 m n.p.m. Klimat wysp jest dość łagodny i wilgotny. Przyroda chroniona jest w rezerwatach. Spotkać tu można niedźwiedzie i gronostaje.
Wyspy te odwiedzili w czasie swoich podróży Juan Pérez w 1774 oraz James Cook w 1778. W 1787 archipelag eksplorował George Dixon, który nazwał go na cześć swojego okrętu, Queen Charlotte, nazwanego z kolei na cześć królowej Charlotty, żony króla Jerzego III Angielskiego.
Oficjalna zmiana nazwy na Haida Gwaii nastąpiła w 2010, lecz nazwa Wyspy Królowej Charlotty nadal jest zalecana przez polską Komisję Standaryzacji Nazw Geograficznych.